# Metro de San Petersburgo
El Metro de San Petersburgo (en ruso: Петербу́ргский метрополите́н, Peterbúrgskiy metropolitén) es el sistema de metro que da servicio a la ciudad de San Petersburgo, Rusia. Se extiende a lo largo de 124 km de largo y cuenta con 72 estaciones repartidas en las cinco líneas que componen la red. Es el 19.º sistema de metro más transitado del mundo, con 763,1 millones de pasajeros anuales.
Al igual que en Moscú, las estaciones más antiguas están elegantemente decoradas, mientras que las más recientes muestran un diseño más actual y funcional. El horario del metro es de las 18.00 a las 01.00, y la frecuencia de paso de los trenes es de 95 segundos, en hora punta, y de 4 minutos el resto del día.[cita requerida]

## Historia

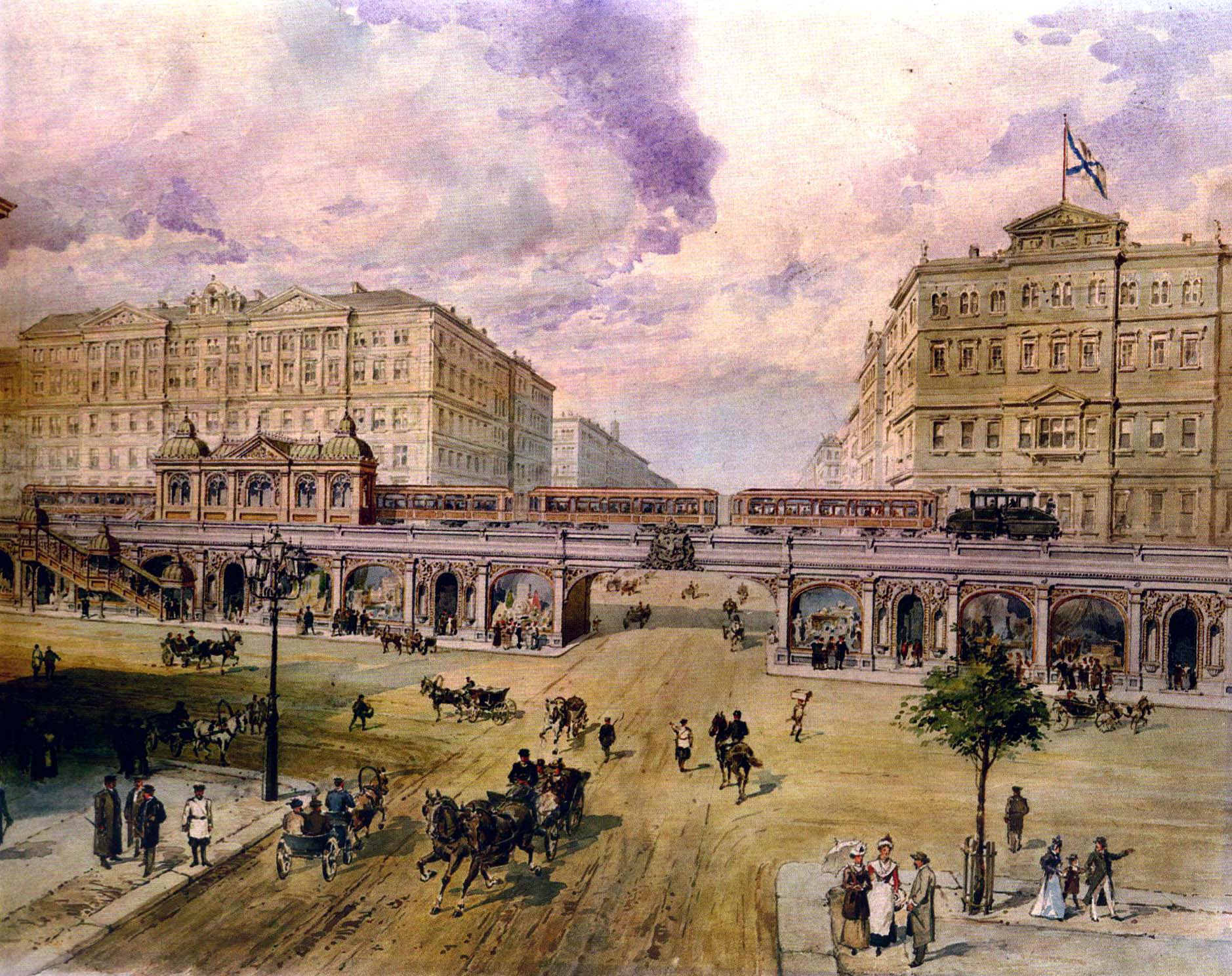
Proyecto del ingeniero Pyotr Balinsky para un sistema de metro elevado en San Petersburgo (comienzos de)

San Petersburgo fue la capital del Imperio ruso hasta la Revolución Rusa de 1917, cuando el poder del nuevo Estado soviético se trasladó a Moscú. En 1914, la ciudad cambió su nombre del alemán San Petersburgo a Petrogrado, pero después de la muerte de Lenin en 1924 la ciudad pasó a llamarse Leningrado. Justo antes del final del período soviético, en 1991, los habitantes de la ciudad decidieron renombrar a la ciudad con su nombre original San Petersburgo. Hoy la gran urbe cuenta con 4,7 millones de habitantes. 
Debido a las dificultades geológicas, durante la construcción del metro (que transcurre bajo varios ríos situados en el interior de la ciudad y la cercanía al golfo de Finlandia), se produjo el derrumbe del túnel entre Plóschad Múzhestva y Lesnaya. Algunas estaciones poseen puertas de andén, que separan la plataforma de pasajeros del piso de vías por donde transcurren los trenes del metro, estas puertas se abren simultáneamente con las puertas del tren que llega a la estación. Después de la primera línea de metro que se construyó en Moscú, los planes de San Petersburgo se llevaron a cabo siguiendo el modelo de la capital, inaugurándose la primera línea de metro en 1955.

### Atentado de 2017
El 3 de abril de 2017 se produjo una explosión en un vagón del metro entre las estaciones de Sennaya Plóshad y Tejnologícheski Institut, en la línea 2 Moskovsko-Petrográdskaya, que provocó la muerte de diez personas y dejó 40 heridos. La explosión se produjo por un artefacto relleno de metralla escondido en el vagón, por lo que la principal sospecha fue la de un atentado terrorista. El presidente ruso Vladímir Putin confirmó estar considerando "todas las causas, incluida la de terrorismo". Las cámaras de vigilancia del metro de San Petersburgo captaron al supuesto terrorista portando los explosivos en un maletín.

## Líneas
| Color e icono | Línea                                | Apertura | Longitud | Estaciones |
| ------------- | ------------------------------------ | -------- | -------- | ---------- |
| Línea 1       | Línea 1 <(Kírovsko-Výborgskaya)      | 1955     | 29,7 km  | 19         |
| Línea 2       | Línea 2 <"(Moskovsko-Petrográdskaya) | 1961     | 30,1 km  | 18         |
| Línea 3       | Línea 3 <(Nevsko-Vasileóstrovskaya)  | 1967     | 27,6 km  | 12         |
| Línea 4       | Línea 4 <(Pravoberézhnaya)           | 1985     | 11.2 km  | 8          |
| Línea 5       | Línea 5 <(Frúnzensko-Primórskaya)    | 2008     | 26.2 km  | 15         |
|               | Total:                               |          | 124.8 km | 72         |

### Línea 1

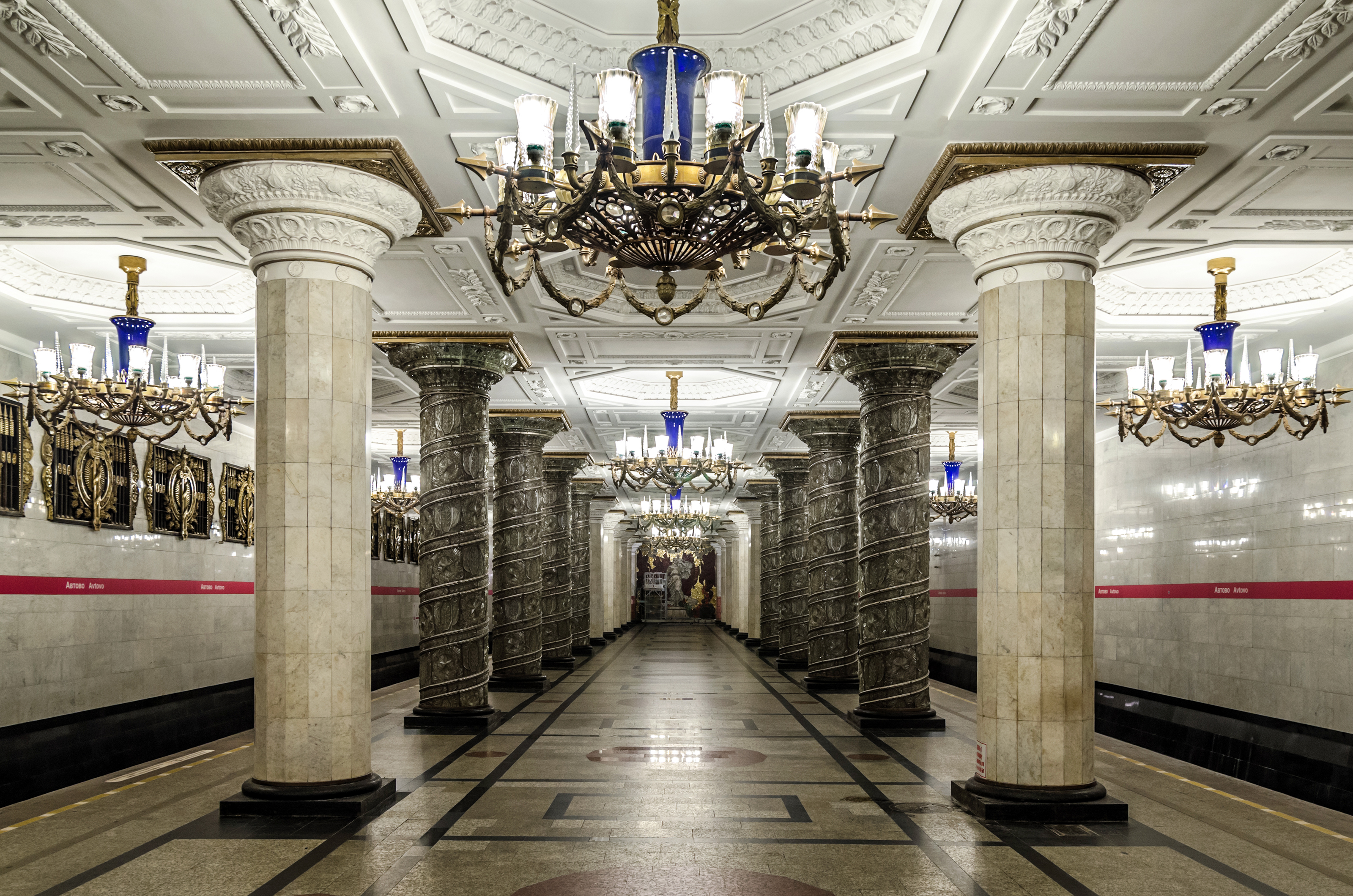
Interior de la estación de Ávtovo.

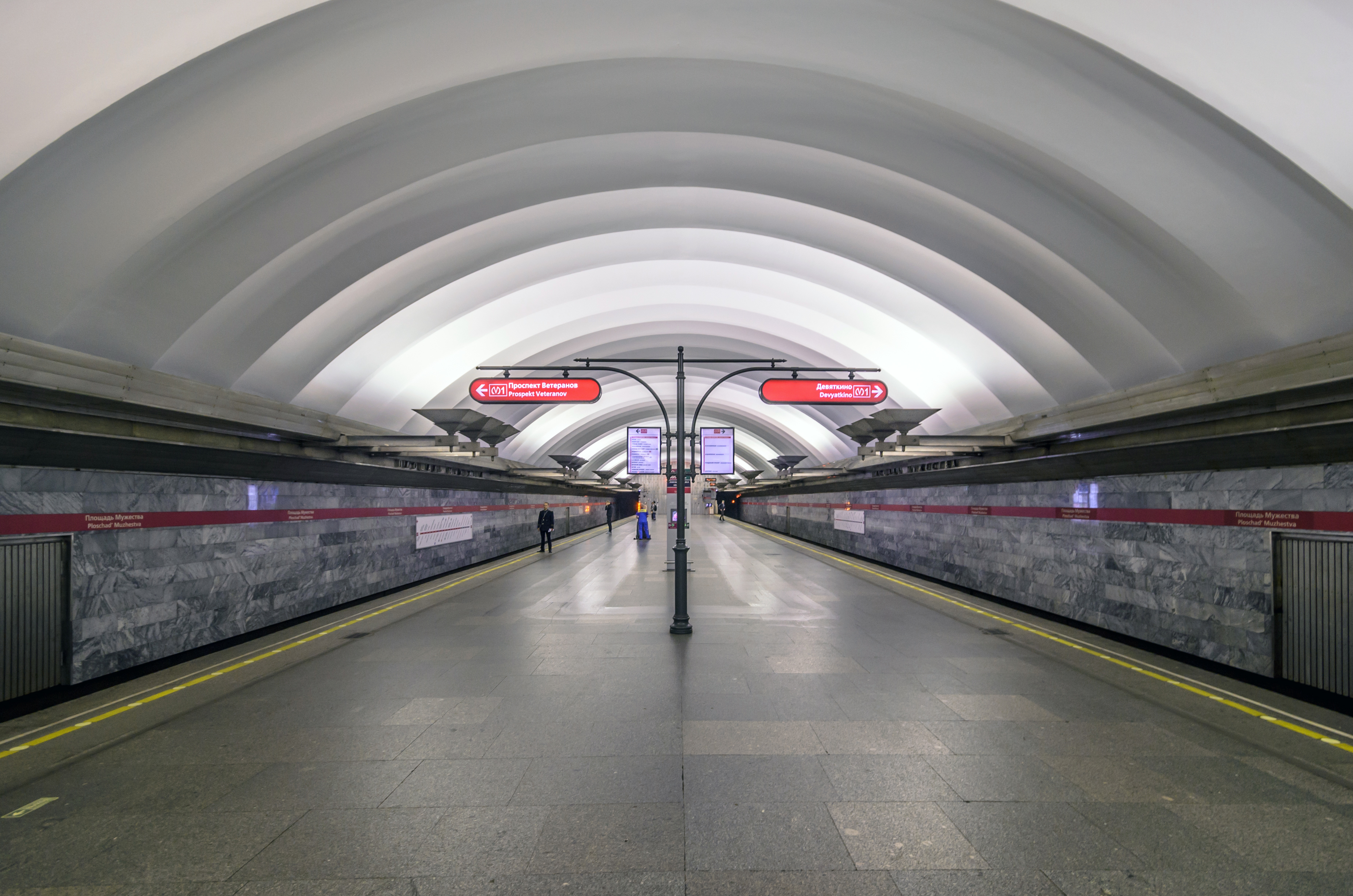
Estación Ploschad Muzhestva.

Esta línea que transcurre entre las estaciones de Deviátkino y Prospekt Veteránov fue inaugurada en 1955. Aunque fue proyectada durante la época de Stalin, no pudo ser inaugurada hasta después de la muerte de éste, en consecuencia, la arquitectura de las estaciones de esta línea reflejan la filosofía staliniana, mezclando la grandiosidad y el triunfalismo del régimen con el barroco y el realismo socialista. La línea se identifica por el color rojo y tiene correspondencia con la línea 2 en la estación de Tejnologuícheski Institut, con la línea 3 en la de Plóschad Vosstania y con la línea 4 en Vladímirskaya. 
En 1995, una sección del túnel situado entre las estaciones de Plóschad Múzhestva y de Lesnaya se derrumbó y tuvo que ser reconstruido totalmente no siendo el servicio normalmente restablecido hasta junio de 2004.

### Línea 2
Esta segunda línea, caracterizada con el color azul, fue inaugurada en 1961, atraviesa la ciudad de norte a sur y recorre el trayecto comprendido entre las estaciones de Parnás y Kúpchino, siendo la más cercana al aeropuerto de Púlkovo. La arquitectura de sus estaciones es fiel reflejo del periodo político y social que atravesaba la Rusia de aquellos años de gestión de Nikita Jrushchov, las estaciones no son tan grandiosas como las de la línea 1 pues se prima la funcionalidad a la decoración. Es la primera vez que se usa el ascensor horizontal en una línea de metro, y aún hoy día, el Metro de San Petersburgo es el único de Rusia que cuenta con este peculiar sistema. La correspondencia con la línea 1 se produce en la estación de Tejnologuícheski Institut, con la línea 3 en la estación de Nevski Prospekt y con la línea 4 en la de Sennaya Plóschad.

### Línea 3
Fue inaugurada en 1967, durante en el periodo de Leonid Brézhnev, su color es el verde y discurre entre las estaciones de Primórskaya y Rybátskoye. Posee varias estaciones dedicadas a temas variados, que van desde el mar, a la gloriosa historia del comunismo. En las estaciones de Mayakóvskaya, Gostiny dvor y Plóschad Aleksandra Névskogo se corresponden respectivamente con las líneas 1, 2 y 4.

### Línea 4
A la última línea, inaugurada en 1985 y que cubre el trayecto entre las estaciones de Komendantski Prospekt y Naródnaya, le corresponde el color naranja. Ofrece como máxima expresión artística la estación de Sportívnaya, inaugurada en 1997, que está decorada con motivos que recuerdan a la antigua Grecia. La correspondencia con las líneas 1, 2 y 3 se produce en las estaciones de Vladímirskaya, Sennaya Plóschad y Plóschad Aleksandra Névskogo respectivamente.
[Corrección: La última línea es la línea 5, de color morado. La estación Komendantsky Prospekt pertecece a la línea 5, así como Sportivnaya. La línea 4 transcurre entre las estaciones Spasskaya y Ulitsa Dybenko. Las correspondencias con las líneas 1 y 2 no se producen en Vladimirskaya (perteneciente a la línea 1) ni en Sennaya ploschad (perteneciente a la línea 2) sino en Dostoyevskaya y en Spasskaya, respectivamente.]